# Haemaphysalis cuspidata
Haemaphysalis cuspidata är en fästingart som beskrevs av Warburton 1910. Haemaphysalis cuspidata ingår i släktet Haemaphysalis och familjen hårda fästingar. Inga underarter finns listade i Catalogue of Life.